# Rawni czał
Rawni czał (bułg. Равни чал) – szczyt w paśmie górskim Riła, w Bułgarii, o wysokości 2637 m n.p.m.; rozmieszczony we wschodniej części Riły. Stoki szczytu są mało strome, jedynie gdzieniegdzie urwiste. Pod szczytem znajduje się jezioro polodowcowe Rawniczałsko. Blisko szczytu znajduje się schronisko Bełmeken.
Na południowy zachód od Rawni czał znajduje się żleb łączący się ze szczytem Siwriczał; na wschód od Rawni czał znajduje się szczyt Bełmeken; natomiast na północ od Rawni czał swoje źródło posiada rzeka Ajrandere.
Wspinaczka na szczyt jest stosunkowo łatwa z pobliskich obiektów sportowych znajdujących się przy szczycie Bełmeken.